# Jingū
Jingū (神功皇后, Jingū Kōgō; 169 – 269) è stata la leggendaria imperatrice consorte dell'imperatore Chūai del Giappone, reggente dalla morte del marito fino alla salita al trono del figlio Ōjin nel 269.
Figlia di Okinaga no sukune no miko 息長宿禰王, membro della famiglia imperiale, e della principessa Katsuragi no Takanuka 葛城高顙媛, discendente di Amenohiboko 天日槍, il leggendario principe di Corea, fino al Periodo Meiji era considerata il 15º Imperatore del Giappone, secondo l'ordine tradizionale di successione (da qui il suo titolo alternativo Jingū tennō 神功天皇). 
Una nuova valutazione dei documenti storici esistenti ha portato alla rimozione del suo nome da quell'elenco, sostituendolo con quello del figlio, l'imperatore Ōjin, considerato il 15° sovrano.

## Narrazione leggendaria
Alla vita o al regno di Jingō - nome sinizzato che le sarebbe stato attribuito nell'VIII secolo, mentre il suo nome originario sarebbe Okinagatarashi-hime (息長帯比売) - non è possibile attribuire una data certa; la sua figura è considerata "leggendaria" o "semileggendaria" per l'assenza di materiale attendibile su cui produrre verifiche e approfondimenti.
Le fonti più antiche in cui compare sono le cronache giapponesi del Nihon shoki e del Kojiki risalenti all'inizio dell'VIII secolo; nella prima, il nono libro è dedicato interamente alla sua reggenza, che si sostiene essere durata 69 anni, nella seconda Jingū riceve un trattamento secondario nel capitolo dedicato al marito, l'imperatore Chūai, di cui vengono narrati i successi.
L'episodio centrale, narrato nel Kojiki , è quello in cui Jingū, posseduta dagli dei (un atto letto da molti testi come esempio di manifestazione sciamanica), chiede all'imperatore di non attaccare i Kumaso nel Kyūshū meridionale, ma di dirigersi a ovest e di invadere Silla, una terra della penisola coreana ricca di beni preziosi.
Alla risposta sprezzante di Chūai, le divinità, irate, avrebbero decisero di vendicarsi provocandone la morte, nella versione di altri testi avvenuta a seguito della ferita di una freccia durante la spedizione contro i Kumano. Dopo la scomparsa di Chūai, gli dei - rivelatisi come i kami Sumiyoshi Sanjin, divinità protettrici del mare e della navigazione, venerate nel Santuario Sumiyoshi sulla baia di Osaka - avrebbero promesso a Jingu che il figlio che avrebbe partorito sarebbe diventato il signore di Silla.
Gli annali descrivono l'intraprendenza e l'ostinazione di Jingū nel perseguire questo obbiettivo, assistita dal ministro di fiducia del marito e di altri imperatori precedenti, Takenouchi-no-Sukune e dalle divinità protettrici.
L'impresa per la quale è diventata famosa, l'invasione del regno coreano di Silla, per alcuni studiosi giapponesi collocabile intorno all'anno 364, quando Nai-mul governava Silla (jp.Shiragi), è una delle questioni maggiormente discusse dagli storici. In quel periodo il Giappone aveva relazioni amichevoli con il regno coreano di Paekche, vicino a Silla, e si ritiene più plausibile che, se mai vi avesse partecipato, Jingū abbia potuto vincere una battaglia combattendo al fianco di Paekche contro Silla, nel desiderio comune di frenarne l'ambizione.
Secondo la leggenda, il figlio Ōjin sarebbe nato tre anni dopo la morte del padre, avendone la madre ritardato artificialmente la nascita inserendo una pietra "sotto la sua gonna", in attesa di fare ritorno dalla spedizione coreana.
Per quanto riguarda le date che riguardano la sua biografia, diversi studiosi ritengono che, se realmente esistita, Jingū potrebbe essere collocata tra la fine del IV inizio del V secolo, mentre altri ne confermano la collocazione tra il II e il III secolo.
Secondo Kitabatake Chikafusa (1293-1354) e lo scrittore Arai Hakuseki (1657-1725), Jingū sarebbe in realtà Himiko, la regina sciamana di Yamataikoku vissuta nel III secolo, inclusa come membro della famiglia imperiale nel Nihongi. Tra gli studiosi moderni, Naitō Torajirō ipotizza che sia Yamatohime-no-mikoto, figlia dell'Imperatore Suinin, mentre Higo Kazuo propone che sia Yamato-tohimomoso-hime, figlia dell'imperatore Korei.
Anche se il luogo di sepoltura di Jingū rimane sconosciuto, le è stata attribuita una tomba ufficiale a Saki, nell'angolo nord-occidentale dell'attuale città di Nara, dove sono sepolti i re Yamato. I tumuli funerari di Saki includono il Gosashi (ora denominato tomba Jingu), lungo 275 metri. Questa tomba imperiale di tipo "kofun" è caratterizzata da un'isola a forma di buco di chiave situata all'interno di un ampio fossato pieno d'acqua. La Casa Imperiale le ha designato anche un mausoleo (misasagi) a Saki.

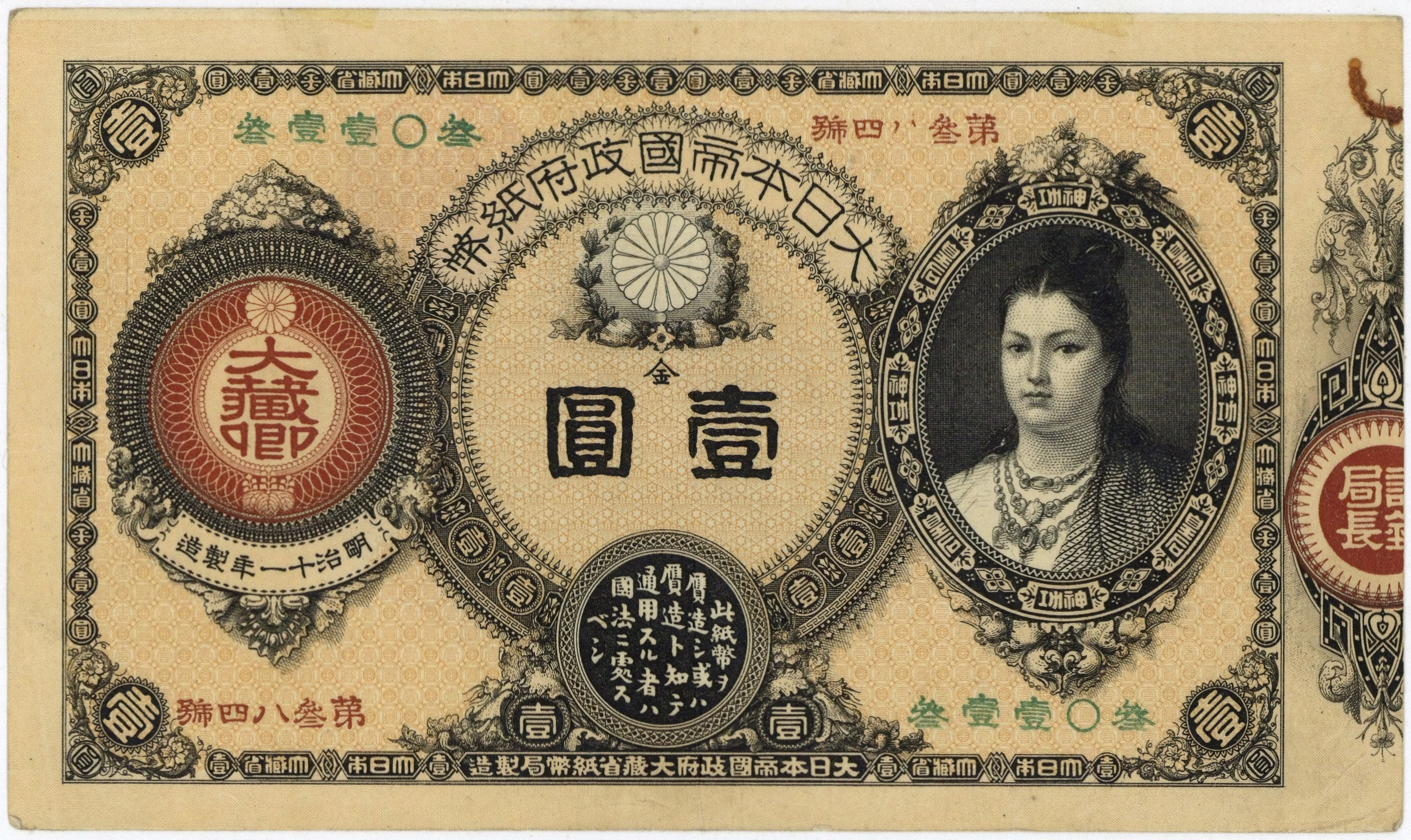
Una banconota da 1 yen che ritrae l'imperatrice Jingū, 1881.

Oltre alla leggendaria Jingū, ci sono state otto imperatrici regnanti e i loro successori sono stati scelti più spesso tra i maschi della linea di sangue imperiale paterna, motivo per cui alcuni studiosi conservatori sostengono che i regni delle donne siano stati temporanei e che la tradizione di successione solo maschile si mantenga nel XXI secolo, con l'eccezione dell'imperatrice Genmei, cui sarebbe seguita sul trono la figlia Genshō.
Nel 1881 Jingū divenne la prima donna a essere rappresentata su una banconota giapponese; tuttavia, non essendo note immagini reali di questa figura leggendaria, la sua rappresentazione, realizzata artisticamente da Edoardo Chiossone utilizzando come modella una dipendente dell'Ufficio Stampa del Governo, è del tutto congetturale. Questa immagine è stata utilizzata anche per i francobolli 1908/14, di fatto i primi francobolli del Giappone a mostrare una donna. Un disegno rivisto da Yoshida Toyo è stato utilizzato per i francobolli Jingu 1924/37. L'uso del disegno di Jingu è terminato con una nuova serie di francobolli nel 1939.

### Controversie

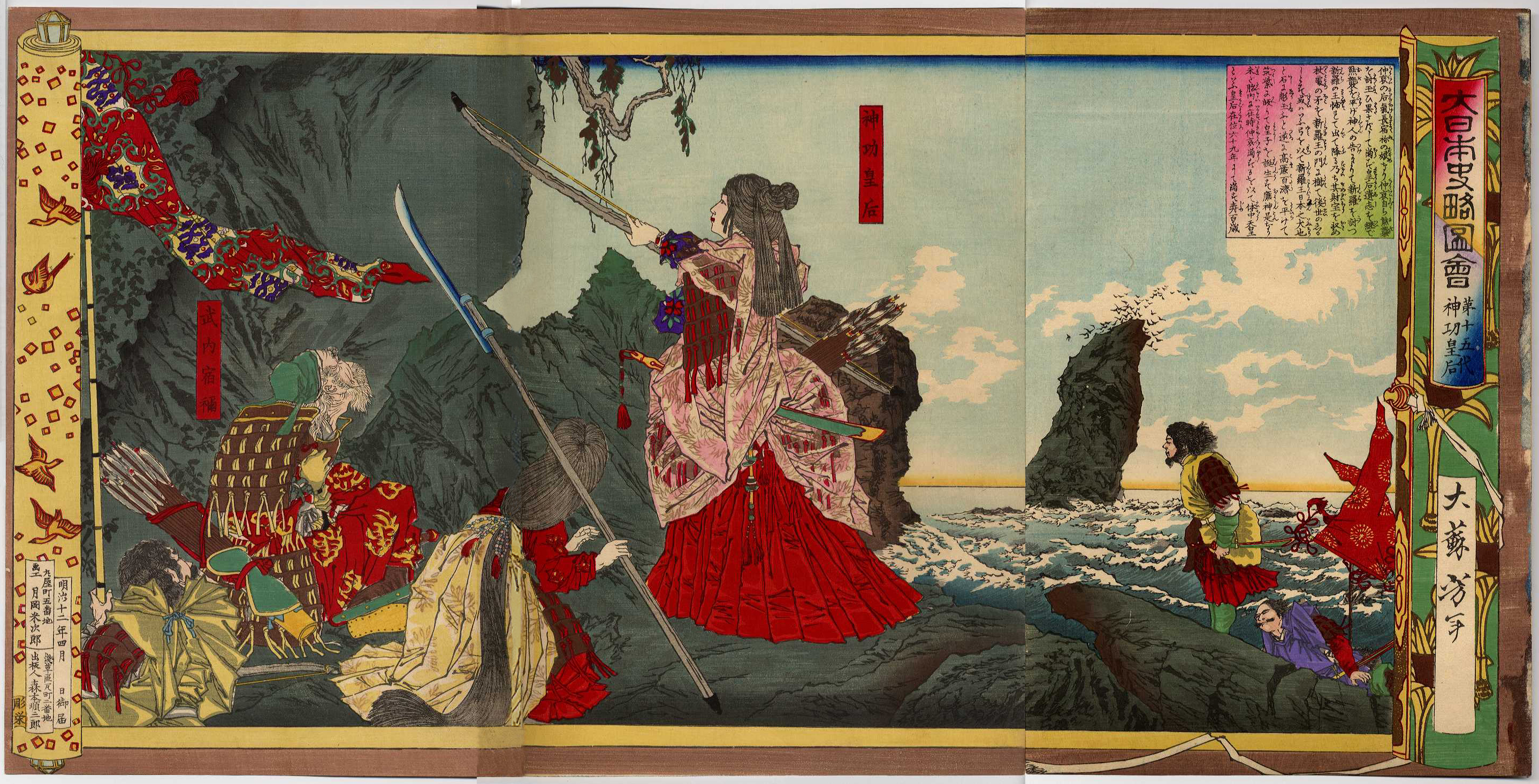
L'imperatrice Jingū mette piede nella terra promessa, dipinto di Yoshitoshi (1880)

Secondo il Kojiki e il Nihongi, Jingū, il cui padre viene indicato come nipote dell'imperatore Kaika e la madre appartenente al clan Katsuragi, avrebbe condotto un esercito per invadere una "terra promessa", che si ipotizza essere la Corea, ritornando vittoriosa in Giappone dopo tre anni. Tuttavia, non vi sono prove attendibili di tale impresa, suggerendo che si tratti di un resoconto fittizio, impreciso o ingannevole.

Il racconto mitico della conquista della Corea da parte dell'imperatrice Jingū ha fatto parte integrante del curriculum di storia delle scuole elementari giapponesi fino al periodo antecedente la guerra, a sostegno dell'avvenuta colonizzazione di questo paese da parte del Giappone. Dopo la guerra, alcuni storici giapponesi e coreani, tra cui Egami Namio, sostennero il contrario, ossia l'avvenuta conquista del Giappone da parte della Corea, un'ipotesi divenuta nota come "teoria del cavaliere" (kiba minzoku setsu), da più parti contestata per la scarsità di prove poste a sostegno.

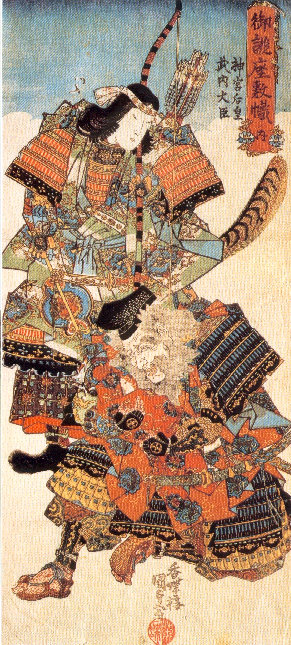
L'imperatrice Jingū e il suo ministro Takeuchi, stampa su legno di Utagawa Kunisada.

La leggenda dell'invasione della penisola coreana è basata sull'interpretazione tradizionale giapponese della stele di Gwanggaeto, ritrovata in Manciuria, che afferma il dominio Goguryeo sulla Manciuria e sulla Corea settentrionale. 
Tale interpretazione è stata messa in discussione per la mancanza di fonti attendibili e per l'individuazione di un contesto che sembra avvicinarsi maggiormente ai vicini meridionali di Goguryeo, Silla e Baekje; lo stato della stele stessa, in parte dedicata agli interventi militari giapponesi, sconfitti da Gwanggaeto, si presenta inoltre danneggiato e mancante di alcune parti, rendendo controversa la traduzione dei pezzi mancanti.
Alcuni sostengono che i caratteri siano stati modificati e che la presenza giapponese sia stata aggiunta sulla stele di Gwanggaeto, un'ipotesi contestata da altri studi.
Secondo lo studioso Wontack Hong i giapponesi avrebbero interpretato erroneamente la stele di Gwanggaeto. La Stele era un tributo ad un re coreano, ma a causa della mancanza di una corretta punteggiatura, la scrittura può essere tradotta in 4 modi diversi; la stessa Stele può essere interpretata come se la Corea avesse attraversato lo stretto e forzato il Giappone a sottomettersi, a seconda di dove la frase è punteggiata.
Il Libro dei Song della dinastia Liu Song, scritto dallo storico cinese Shen Yue (441-513), annota la presenza giapponese nella penisola coreana. Tuttavia, la dinastia Liu Song, in quanto antica dinastia cinese meridionale, aveva pochi contatti con il nord-est asiatico e la maggior parte degli storici in Corea, Giappone e altrove ritiene che questa dinastia abbia trattato Baekje, Samhan e Regno Yamatai come una sola cosa. È improbabile che questo errore sia stato commesso relativamente alla dinastia Sui e al Goguryeo perché all'epoca erano grandi potenze. Il Libro dei Sui dice che il Giappone ha fornito supporto militare a Baekje e Silla.
Secondo il Samguk sagi ("Cronache dei tre regni"), scritto nel 1145, il re Asin di Baekje avrebbe inviato suo figlio, il principe Jeonji come ostaggio nel 397, e il re Silseong di Silla il proprio figlio nel 402, entrambi nel tentativo di ottenere aiuti militari da Yamato affinché le due nazioni potessero continuare le campagne che avevano iniziato prima delle richieste. A complicare ulteriormente il rapporto tra il sovrano giapponese e la Corea è un'informazione contenuta nel Nihongi, secondo la quale il principe coreano Amenohiboko, si sarebbe recato in Giappone e sarebbe divenuto il nonno di Tajimamori, che servì l'imperatore Suinin. Se i coreani avessero o meno inviato ostaggi o parenti in Corea è ancora una questione dibattuta.